# Görögország nemzeti parkjai
Görögország nemzeti parkjainak listája.
| név                             | alapítás | terület (ha) | térkép                                                                  | kép | megjegyzés |
| ------------------------------- | -------- | ------------ | ----------------------------------------------------------------------- | --- | --- |
| Aínosz-hegy Nemzeti Park        | 1962     | 2.862        |                                                                         |     | Kefalonia Aínosz-hegyének legnagyobb részét nemzeti parknak jelölték ki, és görög jegenyefenyő (Abies Cephalonica) és feketefenyő (Pinus nigra) borítja. A fenyőerdők a 700 és 1200 m magasság között találhatók meg. Félvad pónik élnek az erdőben. |
| Aloníszosz Tengeri Nemzeti Park | 1992     | 208.713      | Görögország nemzeti parkjai (Görögország) · Görögország nemzeti parkjai |     | Jelenleg a legnagyobb tengeri védett terület Európában. A tengeri park mellett itt található az Aloníszosz-sziget, továbbá hat kisebb sziget, valamint 22 lakatlan szigetecske. |
| Oeta-hegy Nemzeti Park          | 1966     | 7.210        | Görögország nemzeti parkjai (Görögország) · Görögország nemzeti parkjai |     | A hegy fő része nemzeti park, míg a fennmaradó rész zömét a Natura 2000 ökológiai hálózat alatt védett területnek nyilvánították. |
| Olümposz Nemzeti Park           | 1938     | 3.988        | Görögország nemzeti parkjai (Görögország) · Görögország nemzeti parkjai |     | A görög mitológia szerint, itt az Olümposz legtetején volt az istenek örök lakhelye. Az Olümposz-hegy viszonylag kis kiterjedésű ennek ellenére növény- és állatvilága rendkívül gazdag. Számos egyedi, speciálisan csak ezen a területen honos élőlény védelme érdekében a hegy ma természetvédelmi terület. Legmasabb pontja a Mütikasz (Mytikas) csúcs, jelentése „orom”. Makedónia és Thesszália között fontos stratégiai helyen található, ezért a történelem folyamán sok támadás érte. Lábánál számos ókori, régészetileg jelentős település maradványai állnak, sírokkal, erődített központokkal. |
| Parnasszosz Nemzeti Park        | 1938     | 3.513        | Görögország nemzeti parkjai (Görögország) · Görögország nemzeti parkjai |     | Egy mészkőhegy Közép-Görögországban, amely a Delphoi felett tornyosul, a Korinthoszi-öböltől északra, és festői kilátást nyújt a környező olajfaligetekre és vidékre. |
| Párnitha Nemzeti Park           | 1961     | 3.812        | Görögország nemzeti parkjai (Görögország) · Görögország nemzeti parkjai |     | A Párnítha egy sűrűn erdős hegység Athéntól északran, a legmagasabb Attika-félszigeten; 1413 m magasságig nyúlik. A hegy nagy része nemzeti park, és a vadon élő madarak védett élőhelye. |
| Píndosz Nemzeti Park            | 1966     | 6.927        | Görögország nemzeti parkjai (Görögország) · Görögország nemzeti parkjai |     | más néven Valia-Kalda Nemzeti Park a Píndosz-hegység északkeleti részén található. |
| Prészpa-tó Nemzeti Park         | 1974     | 19.470       | Görögország nemzeti parkjai (Görögország) · Görögország nemzeti parkjai |     | |
| Szamariász-szurdok Nemzeti Park | 1962     | 4.850        | Görögország nemzeti parkjai (Görögország) · Görögország nemzeti parkjai |     | 16 km hosszú Szamária-szurdok és a mellette lévő, erdővel borított meredek hegyoldalak. A szurdok középső részén terült el Szamária falu, ahonnan a lakosokat elköltöztették amikor a területet nemzeti parkká nyilvánították. A park változatos képet mutat, területén számos kisebb szurdok, ezenkívül barlangok, sziklák, források, völgyek és patakok találhatók. Ezenkívül jellemző rá a sűrű, sokféle fajból álló növényzet is. Egyes barlangok a parkban élő hegyi kecskéknek nyújtanak menedéket.                                                                                                 |
| Szúnio-fok Nemzeti Park         | 1974     | 3.500        | Görögország nemzeti parkjai (Görögország) · Görögország nemzeti parkjai |     | |
| Víku–Aóu Nemzeti Park           | 1973     | 12.600       | Görögország nemzeti parkjai (Görögország) · Görögország nemzeti parkjai |     | A terület két nagy szurdokáról kapta a nevét és 12,6 ezer hektár hegyvidéki terepet foglal magában, számos folyóval, tavakkal, barlangokkal, mély kanyonokkal, tűlevelű és lombhullató erdőkkel. A park magja a Víkosz-szurdok a Píndosz-hegységben. Ez a szurdok kb. 20 km hosszú, a mélysége 120–490 m között változik, a szélessége pedig 400 m-től néhány méterig. |
| Zákinthosz Tengeri Nemzeti Park | 1999     | 13.500       | Görögország nemzeti parkjai (Görögország) · Görögország nemzeti parkjai |     | A nemzeti park a Laganas-öbölben, Zákinthosz szigetén található. A Natura 2000 ökológiai hálózat részét képező park az álcserepesteknősök területének élőhelyét foglalja magába. Ez az első nemzeti park, amelyet a tengeri teknősök védelmére hoztak létre a Földközi-tengeren. |

A listán szereplő parkokon kívül számos védett terület van – köztük vizes élőhelyek is (Ramsar) – amelyeket 2004 óta nemzeti parknak tekintenek. Ilyenek például a következők:
- Kerkini-tó
- Evrosz-delta
- Észak-Píndosz
- Tzoumerka
- Axios-delta
- Preszpa
- Rodopi-hegység
- Helmosz

## Fordítás
- Ez a szócikk részben vagy egészben  a   National parks of Greece című angol Wikipédia-szócikk ezen változatának fordításán alapul.  Az eredeti cikk szerkesztőit annak laptörténete sorolja fel. Ez a jelzés csupán a megfogalmazás eredetét és a szerzői jogokat jelzi, nem szolgál a cikkben szereplő információk forrásmegjelöléseként.